# 樊邦弘
樊邦弘是香港上市公司（港交所：1868）真明麗（同方友友前身）行政總裁，台灣人。樊邦弘曾在民國61年（1972年）9月11日時被中華民國法務部調查局逮捕，調查局認為他與王競雄、洪惟仁等討論馬克思主義、批評國民黨，在當時戒嚴時代這是不被允許的，因此樊邦弘曾經成為台灣的政治犯。樊邦弘主修新聞學，原本是要想要當記者，但因為具有政治犯背景，當時沒有報社敢聘請他，以致獄後失業。樊邦弘外語能力好，無法當記者後轉職當翻譯員，接電視節目翻譯當散工。之後結識工作上的朋友，協助經營美國Tivoli入口燈飾代理。最後樊邦弘創業，第一位顧客是台灣「米高梅舞廳」，安裝舞台燈飾，當時台灣經濟正在起飛。經多番起落，最後成為人稱的「小燈泡大王」。在中國大陸媒體，更加誇稱他為「全球燈帝」。

## 相關
- 預備判亂罪
- 《資本論》